# Cornelis Vrij

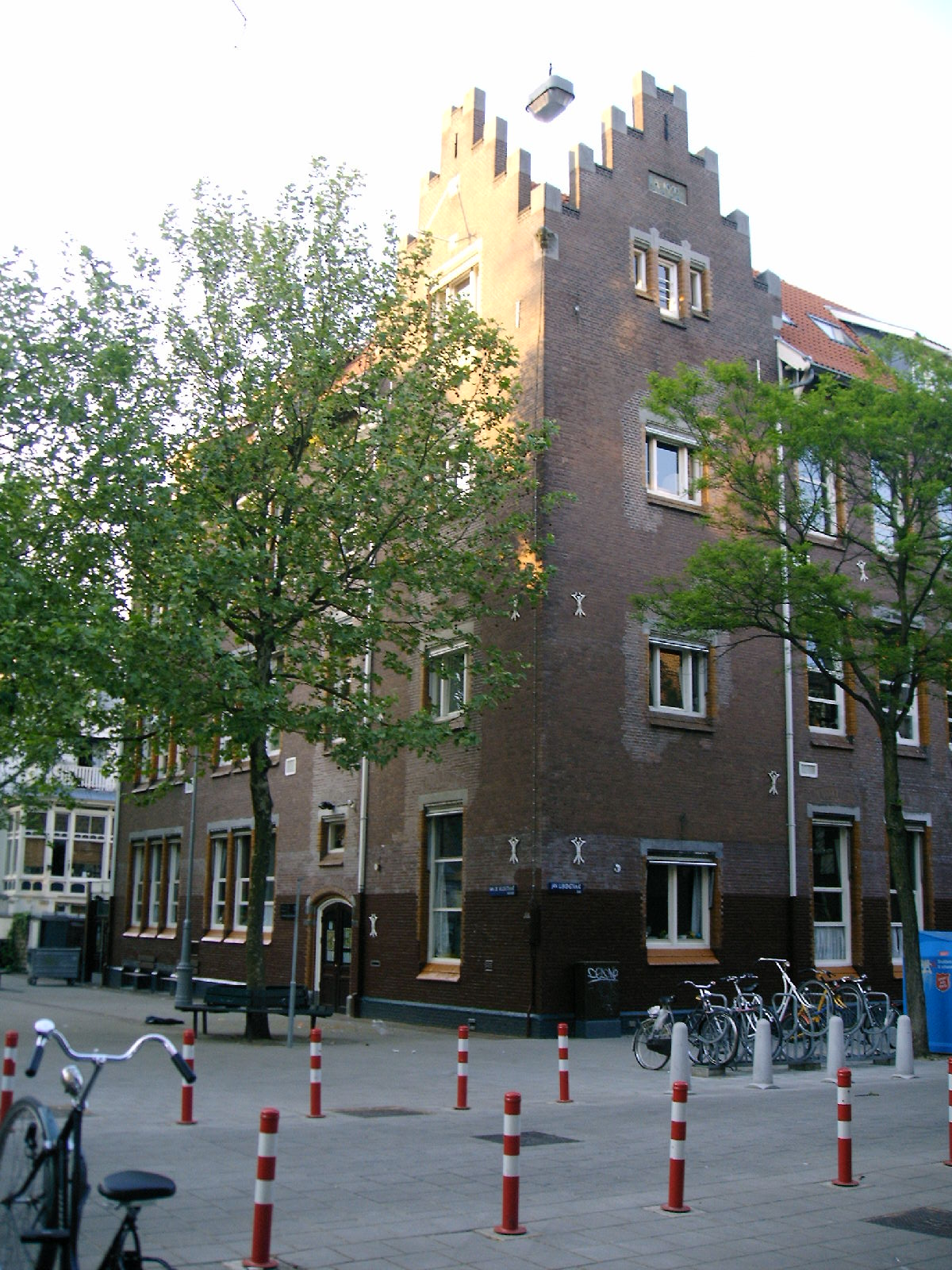
Cornelis Vrijschool

Cornelis Vrij (Vierpolders, 10 april 1864 - Amsterdam, 1 augustus 1916), was een Nederlandse onderwijzer in Amsterdam in het begin van de 20e eeuw. Hij verwierf bekendheid door zijn pleidooi voor de vakken tekenen, handenarbeid en lichamelijke opvoeding op de lagere school.

## Leven en werk
Vrij werd in 1864 in Vierpolders geboren als zoon van de bouwman Maarten Vrij en Pleuntje de Raat. Hij volgde de opleiding aan de Kweekschool in Haarlem. Hij begon zijn loopbaan als onderwijzer in Nieuwenhoorn. Al betrekkelijk snel verhuisde hij naar Amsterdam om daar zijn loopbaan voort te zetten. Vrij trouwde in 1892 met Marie Caroline Mauser (1867-1936). Vrij had de overtuiging dat kinderen liever handelend en 'al doende' leren. In elk geval waren ze dan beter gemotiveerd om naar school te gaan. In 1898 richtte hij een eigen school op. Marie Caroline was zeer actief betrokken bij de ontwikkeling van de school en gaf er creatieve vakken, zoals weeflessen. De jurist Maarten Pleun Vrij (1895-1955) was hun zoon.  
In 1916 overleed Cornelis Vrij, waarna zijn jongere broer Maarten de schoolleiding overnam. Er waren 100 sollicitanten. Marie Caroline kwam als vrouw in die tijd niet in aanmerking voor de directeurspositie. 
Vrij werd op 5 augustus 1916 begraven op de Nieuwe Oosterbegraafplaats in Watergraafsmeer.

## "NV de Nieuwe Schoolvereeniging" / Cornelis Vrijschool
Cornelis Vrij stichtte in 1898 een eigen school, de "NV de Nieuwe Schoolvereeniging", waarvan hij directeur werd. Cornelis Vrij wilde met een eigen particuliere school zijn - voor die tijd moderne - ideeën over onderwijs vormgeven. Zo voerde hij onder meer Zweedse gymnastiek- en handenarbeidlessen in. De basis voor zijn inspiratie lag in de zogenaamde Slöjd-methode die rond 1880 in de Scandinavische landen opkwam en in sommige landen nog steeds de standaard is. Deze onderwijsmethode richt zich op de veelzijdige ontwikkeling van het kind, onder andere met behulp van het werken met de handen tijdens handvaardigheid en beeldende vorming. 
Het eerste schoolgebouw bevond zich aan de Vondelstraat in Amsterdam. Dit gebouw werd al snel te klein door het snel in aantal groeiende leerlingen en er werd uitgekeken naar een nieuwe locatie in Amsterdam-Zuid. In 1901 betrok de school een in eigen beheer gebouwd pand aan de Van de Veldestraat 3 te Amsterdam, waar de school nog steeds is gevestigd; een karakteristiek gebouw met een speelplein en een eigen speelplaats met zandbak, natuurspeeltuin en voetbalveld. Op het dak werden lange tijd, heel revolutionair, bijen gehouden. 
Na zijn overlijden in 1916 nam jongere broer Maarten Vrij (overleden 1968) de leiding van de school over. Maarten Vrij kwam met veel vernieuwingen. Hij startte al vrij snel met verkeerslessen (met de introductie van de 'klaar-over') en zette hij zwemlessen op het reguliere rooster van de school; geheel in geest met de visie van zijn broer Cornelis. Maarten Vrij was eveneens een pionier van het Daltononderwijs in Nederland.  
Belangrijke uitgangspunten van Cornelis en Maarten Vrij, zoals ‘al doende leren’ en ‘werken met hoofd, hart en handen’ zijn tot op heden nog steeds terug te zien in de missie, visie en werkwijze van de Cornelis Vrijschool. Vaklessen zoals muziek, Beeldende Vorming (BeVo) en gymnastiek maken heden ten dage nog steeds een groot deel van het lesrooster uit.
In 1974 werd de naam van de school veranderd in "Cornelis Vrijschool" en werd de school een vereniging. 
Het schoolgebouw is in 2021-2022 intern geheel gemoderniseerd met behoud van de monumentale gevel, waarbij alleen de entree is veranderd en verplaatst. Het gebouw voldoet anno 2023 aan alle eisen en wensen voor eigentijds onderwijs en doet tegelijkertijd recht aan het gedachtegoed van de grondlegger. De school heeft 9 groepen en heeft de beschikking over een bibliotheek, eigen gymzaal, BeVo-lokaal en een interne TSO & BSO. Sinds schooljaar 2024-205 is de oorspronkelijke ‘zangzolder’ weer terug, waar wekelijks muzieklessen worden verzorgd.   
Het schoolplein ligt op de oorspronkelijke locatie en is eveneens gemoderniseerd in 2021-2022. Het dakterras is nog steeds aanwezig, de bijen zijn helaas verdwenen.  
| periode      | naam                    |
| ------------ | ----------------------- |
| 1898 - 1916  | Cornelis Vrij           |
| 1916 - 1946  | Maarten Vrij            |
| 1946 - 1959  | Lou Costers             |
| 1959 - 1970  | J.G Visser              |
| 1970 -1984   | Hein Kleijn             |
| 1986 - 1989  | Robburt Lieberwerth     |
| 1989- 1990   | Ad Unema                |
| 1990 - 1993  | Nina Kuijpers- Stoeltie |
| 1993 -       | Marcel van Koekenberg   |
| 2018- 2022   | Emmy Lughthart          |
| 2022 - 2024  | Maud Nelissen           |
| 2024 - heden | Fleur Smit              |